# Marquesado de Salobreña
El marquesado de Salobreña es un título nobiliario español creado por el rey Juan Carlos I de España el 24 de junio de 1981 a favor de Andrés Segovia Torres, insigne guitarrista.

## Denominación
Su nombre se refiere al municipio de Salobreña, en la provincia de Granada.

## Armas
De merced nueva.

## Marqueses de Salobreña
- Andrés Segovia Torres, I marqués de Salobreña.

- Carlos Andrés Segovia y Corral, II marqués de Salobreña.[2]